# Irish Volunteers

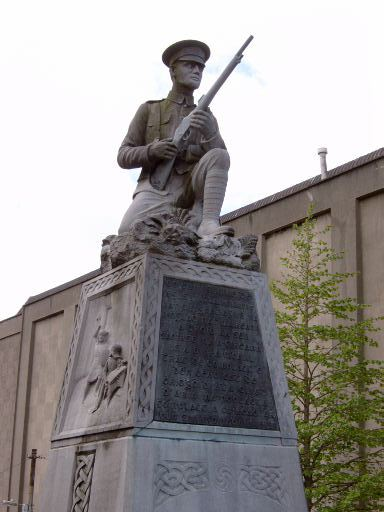
Een "Irish Volunteer" boven op een monument ter herinnering aan de Ierse Onafhankelijkheidsoorlog in Dublin

De Irish Volunteers (Iers:Óglaigh na hÉireann) waren een militaire organisatie die in 1913 werd opgericht door Ierse nationalisten. De oprichting was een reactie op de oprichting van de Ulster Volunteers in 1912. Het doel van de Irish Volunteers was "het veiligstellen en onderhouden van de rechten en vrijheden van de gehele bevolking van Ierland".
De Volunteers kenden onder meer leden van de Gaelic League, Ancient Order of Hibernians en Sinn Féin onder hun leden alsmede, in het geheim, vele leden van de Irish Republican Brotherhood. Bij het begin van de Eerste Wereldoorlog splitste de organisatie en zo'n 85-90% trad toe tot de National Volunteers die de Britse oorlogsinspanning steunden. Zo'n tienduizend tot veertienduizend mannen bleven de Irish Volunteers trouw.
De Volunteers bonden in 1916 de strijd aan voor de Ierse onafhankelijkheid, in wat thans bekendstaat als de Paasopstand, en werden daarin bijgestaan door de Irish Citizen Army, Cumann na mBan en Fianna Éireann. Gezamenlijk traden zij op als de Irish Republican Army.
Later speelden de Volunteers nog een belangrijke rol in de Ierse Onafhankelijkheidsoorlog.